# Reszel (stacja kolejowa)
Reszel – nieczynna stacja kolejowa w Reszlu, w województwie warmińsko-mazurskim, w Polsce.

## Galeria

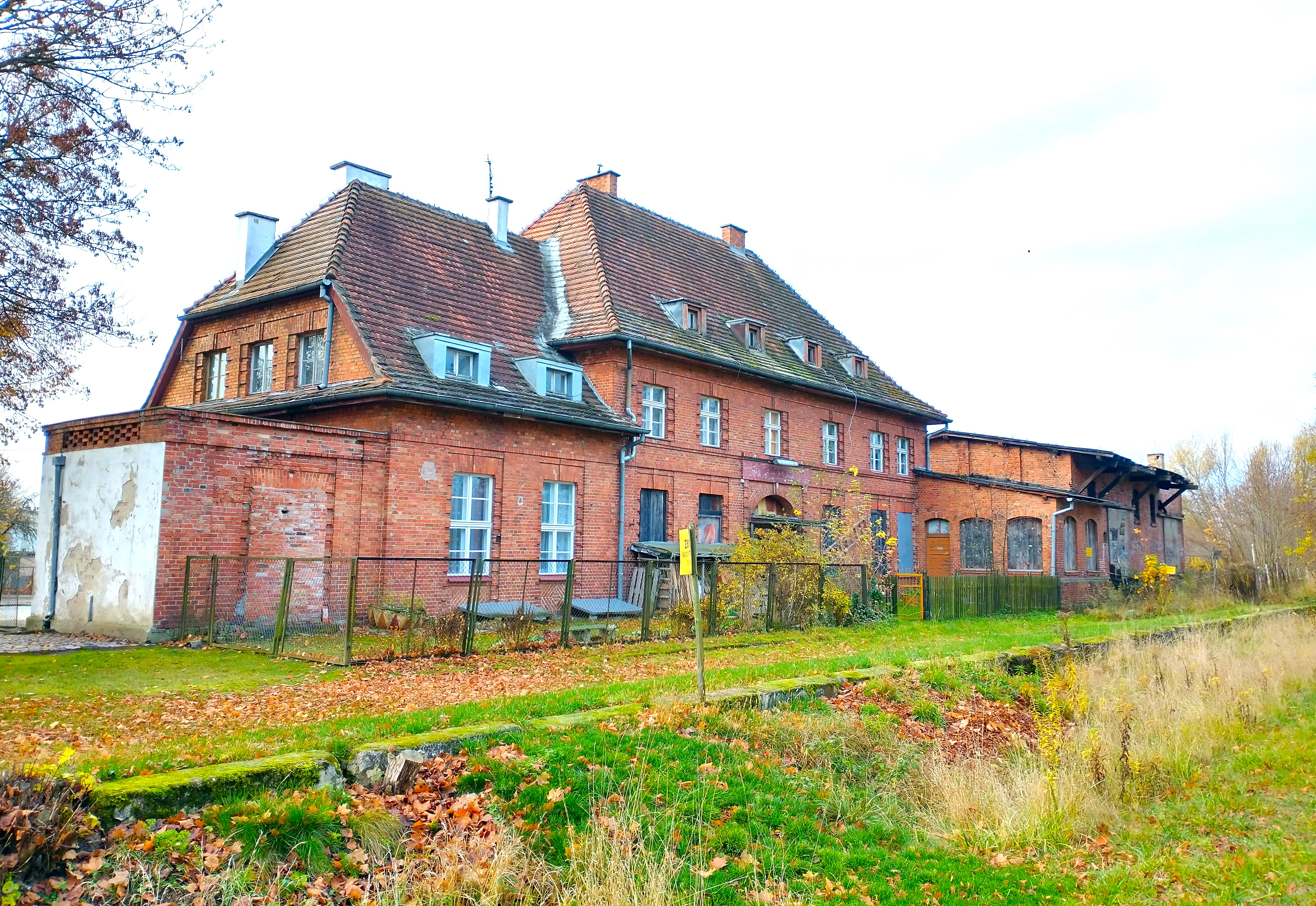
Widok od strony peronów
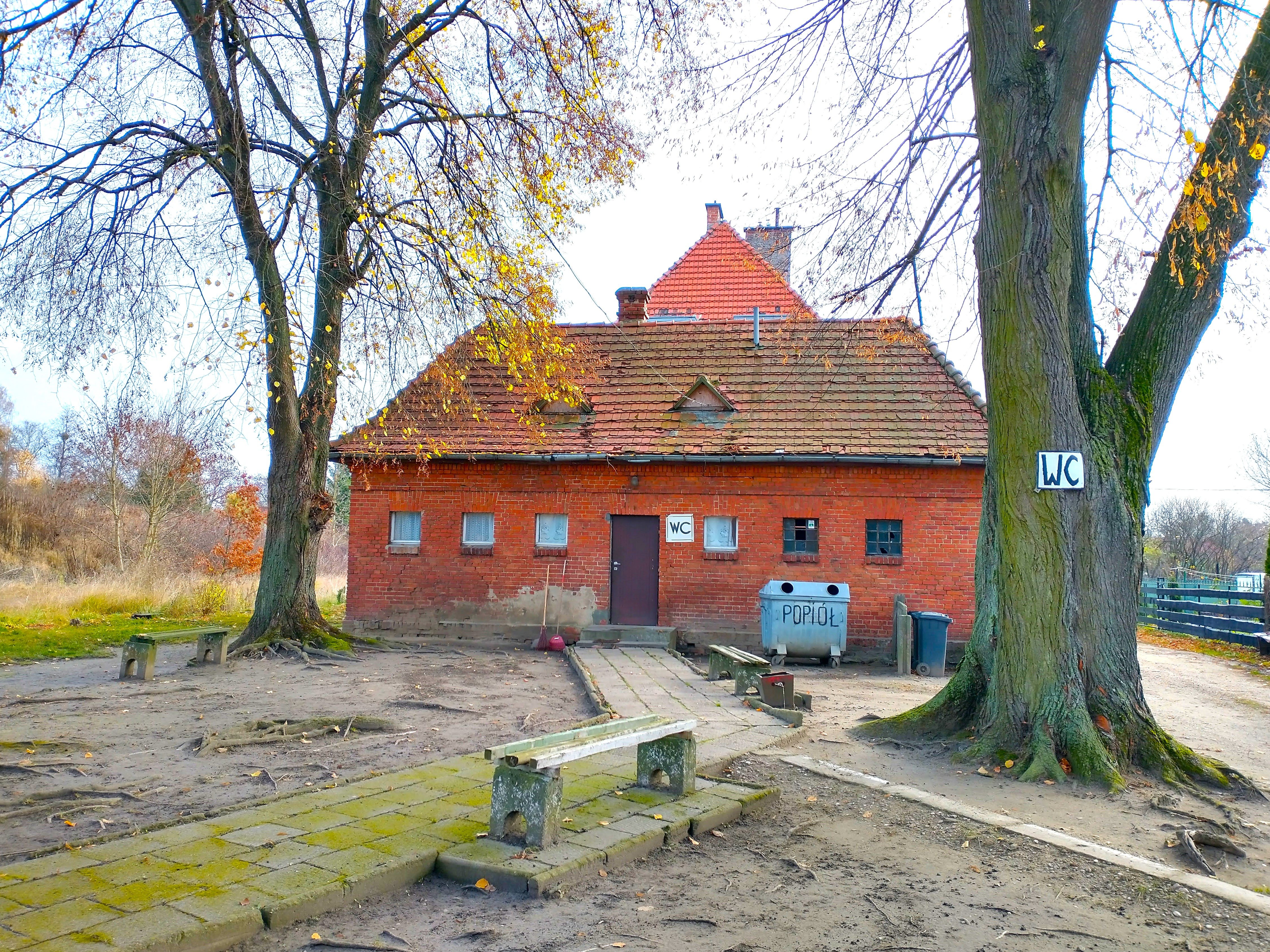
Toalety